# Дейл Арден
Дейл Арден (англ. Dale Arden) — вигаданий персонаж, товаришка по авантюрах та кохана Флеша Гордона, прототип героїні для пізніших жіночих персонажів, зокрема принцеси Леї та Падме Амідали у «Зоряних війнах». Флеш, Дейл і доктор Ганс Зарков борються разом проти Міна Безжального.

## Профіль
Дейл — постійна супутниця Флеша Гордона в його пригодах, а також його єдине справжнє кохання. Імператор Мін Нещадний одразу ж закохався в неї, і перші комікси були засновані на героїчних зусиллях Флеша врятувати Дейл від численних спроб Міна одружитися з нею.
У фільмі «Біблія Флеша Гордона» студії Filmation Дейл Арден була зображена так:
Усі мандрівні лицарі мають своє справжнє кохання, і у випадку Флеша це Дейл - вродлива, незалежна та здібна. У більшості випадків Дейл здатна подбати про себе і є ідеальною супутницею для Флеша, який шукає пригод. Що не означає, що вона нежіночна. Мін був лише першим з героїчних - хоча, в його випадку, абсолютно злих - правителів Монго, які обрали Дейл Арден своєю королевою. Дейл чутлива, тепла і співчутлива - риси, які іноді призводять до того, що вона довіряє не тій людині. Там, де Флеш залюбки віддав би своє життя, щоб врятувати її, Дейл вчинила б так само. І вони вдвох, об'єднавшись, можуть протистояти будь-якій небезпеці, яку може запропонувати Монго.

## Комікс Алекса Реймонда
Дейл Арден представлена у першій історії про Флеша Гордона, 7 липня 1934 року, як просто «пасажирка» літака, на якому летить Флеш. Після того як у літак вдарився метеор, Флеш рятує Дейл, стрибнувши з парашутом на землю. Потім їх викрадає доктор Зарков, який везе їх на своїй ракеті на планету Монго. У коміксах 1930-х років Дейл часто конфліктує з іншими жіночими персонажами, які романтично бажають Флеша (наприклад, принцесою Аурою та королева Азурою).

## Комікси
У коміксі Dynamite Comics 2011 року «Флеш Гордон: Дух часу» Дейл Арден 1934 року є картографинею і дослідницею Державного департаменту. Як і в оригінальній історії Реймонда, її та Флеша викрадає Зарков і привозить до Монго. У пізнішій серії коміксів Dynamite Comics Дейл Арден — сучасна наукова журналістка, яка особливо цікавиться космічною програмою, а також феміністка. Вона подорожує з Зарковим і Флешем на Z-літаку першого до Монго.

## В інших медіа
- Дебют Дейл в ефірі відбувся в серіалі Hearst Radio, яка транслювалася з квітня по жовтень 1935 року. Актриса, яка зіграла її, невідома.[6]
- Уперше Дейл зобразила Джин Роджерс у серіалах «Флеш Гордон» (1936) і «Подорож Флеша Гордона на Марс» (1938).[7]
- У серіалі 1940 року «Флеш Гордон завойовує Всесвіт» Дейл зіграла Керол Г'юз.[8]
- Ірен Чемплін зіграла роль дейл у телесеріалі «Флеш Гордон» 1954 року.[9] Чемплін похвалили за те, що вона перетворила Арден із типової серіальної діви в біді на досвідчену вчену та «швидку мислительку, який часто рятувала [Флеша та Заркова] від загибелі».[10]
- Мелтем Мете зіграла роль Дейл в турецькому фільмі 1967 року «Битва Флеша Гордона в космосі» (також відомий як турецькою «Baytekin — Fezada Çarpisanlar»). Тут Дейл зображена як шпигунка, який допомагає Флешу.[11]
- Даян Першинг озвучила персонажа в серії фільмів 1979 року.[12] Знімальна версія персонажа — газетна репортерка.[13]
- 1980 році у фільмі «Флеш Гордон», продюсером якого став Діно Де Лаурентіс, Дейл зіграла Мелоді Андерсон.[14] У цій версії історії Дейл є нью-йоркською туристичною агенткою.[15]
- У мультсеріалі Marvel «Захисники Землі» 1980-х років Дейл захоплює і вбиває Мінг, але її свідомість залишається в пастці всередині кристалу, який Флеш використовує для живлення бази Захисників на Землі, Монітора. Дейл відроджується як серце бази, Динак.
- Лекса Дойг озвучила Дейла в мультсеріалі «Флеш Гордон» 1996 року.
- Джина Голден зіграла Дейл в телесеріалі «Флеш Гордон» 2007 року.[16]

## Пародії
- У пародійному фільмі для дорослих 1974 року «Флеш Гордон» персонажа перейменували на Дейл Ардор, а її роль виконала Сінді Гопкінс, вона ж Сюзанна Філдс.[17]